# 胡梅尔斯海恩
胡梅尔斯海恩是德国图林根州的一个市镇。总面积17.57平方公里，总人口595人，其中男性278人，女性317人（2011年12月31日），人口密度34人/平方公里。